# Xylocopa occipitalis
Xylocopa occipitalis är en biart som beskrevs av Pérez 1901. Xylocopa occipitalis ingår i släktet snickarbin, och familjen långtungebin. Inga underarter finns listade i Catalogue of Life.